# Plethus udawasadenna
Plethus udawasadenna är en nattsländeart som beskrevs av Schmid 1958. Plethus udawasadenna ingår i släktet Plethus och familjen smånattsländor. Inga underarter finns listade i Catalogue of Life.